# آک کپرو

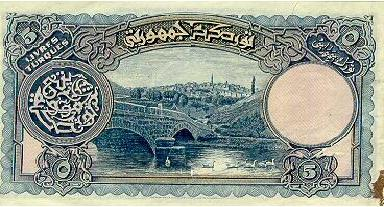
تصویری از آک کوپرو در پشت اسکناس پنج لیری که بین سالهای ۱۹۲۷ تا ۱۹۳۷ چاپ شده‌است

آک کُپرو (ترکی استانبولی: Akköprü، آق کوپری) به معنای پل سفید، یک پل تاریخی در آنکارا، پایتخت ترکیه است که بر روی رودخانه آنکارا ساخته شده. این پل قدیمی‌ترین پل آنکارا است و هنوز هم در وضعیت مطلوبی قرار دارد. محله اطراف پل را نیز 'Akköprü' می‌نامند. این منطقه مرکز بزرگ فرهنگی آتاتورک و مرکز خرید آنکامال، بزرگترین مرکز خرید آنکارا است.

## تاریخچه
این سازه در زمان سلطان سلجوقی کیقباد اول و در سال ۱۲۲۲ توسط قیزیل بیگ، فرماندار سلجوقی آنکارا ساخته شده‌است. این پل در مسیر تجارت قدیمی به بغداد قرار داشت.